# Planinarsko sklonište Orlovo gnijezdo
Planinarsko sklonište Orlovo gnijezdo (598 m) je Planinarsko sklonište na Kozjaku u vlasništvu HPD Ante Bedalov iz Kaštel Kambelovca. Ova su kućicu 1996. godine sagradili Ivo i Ivan Tadin iz Kaštel Kambelovca. Kućica je uzidana na rubu stijene Koludra, neposredno iznad okomice visoke oko 150 metara. U kućici su stol i klupe, a nedaleko je i otvoreno ognjište (kamin). U objekt se može smjestiti 10 ljudi. S ruba stijene pruža se pogled prema Kaštelima i Splitu.